# Moto Adede Moke
Moto Adede Moke (1962. december 25. –) egykori zairei labdarúgó.

## Pályafutása
Moke 1988-ban került a Győr együtteséhez. Több tekintetben is unikum volt a zairei: egyrészt az ETO első színes bőrű játékosaként tartják számon, másrészt pedig távozása után embercsempészés miatt szerepelt a neve a lapok hasábjain. 
Moke később még játszott Portugáliában, valamint megfordult Hollandiában és Angliában is. 2013 és 2014 között egy szezon erejéig ő irányította az angolai élvonalban szereplő União Sport Clube do Uíge csapatát.